# Ten Thousand Lightyears
A Ten Thousand Lightyears a nyugatnémet Boney M. együttes hetedik stúdióalbuma. Műfaja: eurodisco, megjelenés ideje: 1984. május. Ez volt az együttes első albuma, amely CD-n is megjelent. Ezen a lemezen működött közre először a Bobby Farrell helyébe lépett Reggie Tsiboe. (Farrell 1982-ben távozott a Boney M.-ből.) Az LP 13 dalt tartalmaz. Ezek közül kettő az NSZK-ban is népszerű magyar Omega együttes két slágere alapján készült: a Wild Planet eredetije az Ajánlott útvonal, a Future Worldé pedig a Tízezer lépés volt. A magyar szerzők neve nincs feltüntetve az albumon, ám ahogy az Omega zenészei akkortájt egy zenés rádióműsorban nyilatkozták, Frank Farian producer kifizette a dalok felhasználásának jogait (Presser Gábor, a Megasztár harmadik szériája döntőjének harmadik fordulója (ABBA-Boney M. est) alkalmával tett nyilatkozása szerint pereskedni kellett a jogdíjakért).

## Háttér-információk

### Az album készítése
A Ten Thousand Lightyears megszületésének története emlékeztet a Boonoonoonoos készítésének körülményeire: az új albumra szánt, kislemezen előzetesen kiadott dalok sikertelensége miatt a készülő LP koncepcióját teljesen átdolgozták, a megjelenést pedig elhalasztották. Az első kislemez a The Seekers 1965-ös slágere, a The Carnival Is Over feldolgozása volt, a „B” oldalon egy Jimmy Cliff-nóta, a Going Back West átiratával. Kissé érthetetlen módon a kislemez nem lett különösebben sikeres, noha az „A” oldalon található dal egyike a Boney M. legszebb felvételeinek. A Hansa lemezcég még egyszer nekiveselkedett, ezúttal a Going Back Westre helyezve a hangsúlyt: a dal újabb változata egy új kislemez „A” oldalára került rá, de ez a kiadvány sem hozta meg a remélt sikert. Liz Mitchell második gyermekének születése miatt a Boney M. néhány hónapos szünetet tartott. Marcia Barrett ezalatt a reggae új csillagával, Eddy Granttel készített demókat. Az 1983 tavaszán megjelent új Boney M.-kislemez „A” oldalára a Jambo – Hakuna Matata (No Problems) című dal került, melyet a diszkókedvelők korábban a Lou and the Hollywood Bananas előadásában ismerhettek meg. A „B” oldalon az African Moon új változata hallható, ámbár Spanyolországban és Portugáliában a remix helyett a Boonoonoonooson szereplő albumverzió került a kislemez másik oldalára. A Jambo spanyol maxiverziója egyébként hosszabb (7:44 perc), mint a németeknél kiadott változat, ami 5:35 perc. A spanyol kiadvány igazi kuriózuma azonban az I Need A Babysitter című dal, mely sehol máshol nem jelent meg. Egyik kiadvány sem jutott azonban számottevő pozícióba a sikerlistákon, ezért Farian átgondolta a készülő album teljes koncepcióját. Eredeti terve az volt, hogy a Boonoonoonoos album hangzásvilágát viszi tovább, de erről letett. Végül úgy döntött, visszatér a sci-fi témához, talán azért, mert a Nightflight to Venus című LP volt a Boney M. legsikeresebb albuma. Nagy dobásnak szánták az 1984-es nagylemezt, elsőként az együttes történetében CD-változatot is forgalomba hoztak, nagyszabású tévéshow-t készítettek, de a számítások nem jöttek be. Elsőként a Somewhere in the World című dalt jelentették meg kislemezen. Valóban, ez az LP talán legszebb és legsikerültebb felvétele, ám a fogadtatása hűvös volt. Éppen ezért a tervezett második kislemezt (Living Like A Moviestar) már nem adták ki.

### Kalimba de Luna
1984 nyarán Reggie Tsiboe és Liz Mitchell egy újabb karácsonyi album felvételeibe kezdtek, két háttérénekesnő, Amy és Elaine Goff közreműködésével. Ismeretlen okokból Marcia Barrettet nem hívták meg a felvételekhez, s az énekesnő szinte teljesen háttérbe szorult a Boney M.-ben. 6 dalt rögzítettek: Hark The Herald Angels Sing; The First Noel; Joy To The World; Auld Lang Syne; Oh Christmas Tree; Oh Come All Ye Faithful (ez utóbbit a Goff–nővérek önállóan énekelték). A munkálatokat azonban Frank Farian félbeszakította. Az élelmes üzletember meghallotta ugyanis az olasz Tony Esposito Kalimba de Luna című dalát, amely akkoriban Európa-szerte népszerű volt a diszkókban. Elhatározta, hogy Reggie énekével felveszi a dalt, és megjelenteti a német poppiacon. Se Liz, se Marcia nem vett részt a Kalimba de Luna elkészítésében, ami arra utalt, hogy Farian esetleg Reggie szólókarrierjét szerette volna elindítani az új dallal. Végül 1984 augusztusában mégis Boney M. néven jelent meg a felvétel, amellyel az együttes közel három év kínos bukásai után ismét bekerült a német Top 20-ba. A sikert igyekeztek meglovagolni: 1 hónappal később Franciaországban újra piacra került a Ten Thousand Lightyears album Kalimba de Luna címmel: a „B” oldal változott, a Kalimba de Lunával kezdődik, a Somewhere in the World pedig ezen a kiadáson rövidített formában hallható.

### Promóciós kiadások
A Ten Thousand Lightyearsből megjelentek promóciós változatok is, melyek azóta a Boney M.-gyűjtők kedvenc darabjainak számítanak, nem csupán a külcsín miatt. Az LP-n bizonyos dalok más változatban hallhatók, mint a végleges, hivatalos LP-n. A címadó dalnak például a szövege is hosszabb. A The Alibama promóciós verziója a vokálban is eltér a kereskedelmi változatétól: Liz Mitchell helyett az egyik szerző, Sandy Davis énekel. (Állítólag ez a verzió tévedésből került a promóciós korongra.) A második promóciós kiadványban poszter és a dalszövegek is helyet kaptak, melyek a végleges, kereskedelmi verzióból kimaradtak. Ráadás volt még egy füzetecske, benne a Boney M. egyik állandó szerzője, Hans-Jörg Mayer (Reyam) esszéjével és egy Farian-interjúval. Mindezeken felül a Somewhere in the World 12"-es változata is a kiadvány része lett. (A második promóciós kiadás a Kalimba de Luna sikere miatt, az új slágerrel együtt jelent meg.)

### Jimmy, Dizzy
Eredetileg a Boonoonoonooson hallható a Jimmy című dal, amelyből 1982-ben új változatot készítettek. Arról volt szó, hogy Angliában a We kill the World (Don’t kill the World) kislemezen fog megjelenni, de a brit lemezcég, az Atlantic Records végül meggondolta magát. A dalt ekkor felajánlották az Eruptionből kivált énekesnő, a szintén Farian érdekeltségébe tartozó Precious Wilson második szólólemeze, az All coloured in Love számára, ám Wilson is elutasította a dalt, így került rá végül a Boney M. 1984-es albumára. A Dizzy Tommy Roe 1969-es slágerének feldolgozása. Szóba került, hogy külön kislemezen fogják kiadni Farian és Sandy Davis duettjeként, de erre aztán nem került sor. A felvétel azonban elkészült maxiváltozatban, ám nem került forgalomba. A ritkaságnak számító "I Need A Babysitter" remixe viszont felkerült az együttes 1992-es Megamix CD-jére.

## A dalok
Hansa LP 206 200–620 (NSZK, 1984. május)

### „A” oldal
1. Exodus (Noah's Ark 2001) (Davis – Farian – Kawohl) 5:19
2. Wild Planet (Bischof – Farian) 4:06
3. Future World (Bischof – Farian) 3:48
4. Where Did You Go? (Bischof – Kawohl) 4:09
5. Ten Thousand Lightyears (Bischof – Bjorklund – Farian – Kawohl) 4:32 ´
6. I Feel Good (Bischof, Farian, Barzscht) 3:05

#### „B” oldal
1. Somewhere in the World (Davis – Grohe – Keilhauer) 4:38
2. Bel Ami (Bischof – Farian – Rainford) 3:12
3. Living Like a Moviestar (Bischof – Farian – Kawohl) 3:04
4. Dizzy (Tommy Roe – Weller) 3:28
5. The Alibama (Davis – Farian – Reyam) 3:11
6. Jimmy (Farian – Howell – Daansen) 3:02 (1982-es új verzió)
7. Barbarella Fortuneteller (Davis – Farian – Kawohl) 2:58

(George) Reyam valójában Hans-Jörg Mayerrel azonos.

## Alternatív változatok

### Hansa Promotional White–label LP 206 318–000 (NSZK, 1984. május)

#### „A” oldal
1. Exodus (Noah's Ark 2001) (Davis – Farian – Kawohl) 4:48 (Alternate mix)
2. Wild Planet (Bischof – Farian) 3:57 (Alternate mix)
3. Future World (Bischof – Farian) 4:09 (Alternate mix)
4. Where Did You Go? (Bischof – Kawohl) 4:09
5. Ten Thousand Lightyears (Bischof – Bjorklund – Farian – Kawohl) 4:17 (Alternate mix, plusz szövegekkel)
6. I Feel Good (Bischof – Farian – Barzscht) 2:15 (Alternate, abridged mix)

#### „B” oldal
1. Somewhere in the World (Davis – Grohe – Keilhauer) 4:30 (Alternate mix)
2. Bel Ami (Bischof – Farian – Rainford) 3:12
3. Living Like a Moviestar (Bischof – Farian – Kawohl) 3:04
4. Dizzy (Tommy Roe – Weller) 3:46 (Alternate mix)
5. The Alibama (Davis – Farian – Reyam) 4:06 (Alternate mix. Ének: Sandy Davis)
6. Jimmy (Farian – Howell – Daansen) 3:02 (1982-es új verzió)
7. Barbarella Fortuneteller (Davis – Farian – Kawohl) 2:05 (Abridged mix)

### Hansa 206 555–620 (NSZK, 1984. szeptember)

#### „A” oldal
Ugyanaz, mint a Hansa LP 206 200–620 LP esetében.

#### „B” oldal
1. Kalimba De Luna (Esposito – Malavasi – Amoruso – Licastro – Di Franco) 3:16 (Edited Single Version)
2. Somewhere in the World (Davis – Grohe – Keilhauer) 3:10 (Edited Single Version)
3. Bel Ami (Bischof – Farian – Rainford) 3:12
4. Living Like a Moviestar (Bischof – Farian – Kawohl) 3:04
5. Dizzy (Tommy Roe – Weller) 3:28
6. The Alibama (Davis – Farian – Reyam) 3:11
7. Jimmy (Farian – Howell – Daansen) 3:02 (1982-es új verzió)
8. Barbarella Fortuneteller (Davis – Farian – Kawohl) 2:58

### Kalimba de Luna Carrere 66.189 (Franciaország, 1984. szeptember)

#### „A” oldal
Ugyanaz, mint a Hansa LP 206 200–620 LP esetében.

#### „B” oldal
1. Kalimba De Luna (Esposito – Malavasi – Amoruso – Licastro – Di Franco) 6:53 (Slightly abridged 12" Version)
2. Somewhere in the World (Davis – Grohe – Keilhauer) 4:38
3. Bel Ami (Bischof – Farian – Rainford) 3:12
4. Living Like a Moviestar (Bischof – Farian – Kawohl) 3:04
5. Dizzy (Tommy Roe – Weller) 3:28
6. The Alibama (Davis – Farian – Reyam) 3:11
7. Barbarella Fortuneteller (Davis – Farian – Kawohl) 2:58

## Közreműködők
- Liz Mitchell – ének (mindegyik felvétel, kivéve: Dizzy; Barbarella Fortuneteller; Kalimba de Luna), háttérvokál
- Frank Farian – háttérvokál, rap (Dizzy)
- Reggie Tsiboe – ének (Wild Planet; Barbarella Fortuneteller; Kalimba de Luna), háttérvokál
- Marcia Barrett – ének (Wild Planet), háttérvokál
- La Mama (Madeleine Davis, Patricia Shockley, Judy Cheeks) – háttérvokál (Future World; I Feel Good; Barbarella Fortuneteller; Kalimba De Luna)
- Amy Goff – háttérvokál (Ten Thousand Lightyears; Dizzy; Kalimba de Luna)
- Elaine Goff – háttérvokál (Ten Thousand Lightyears; Dizzy; Kalimba de Luna)
- Bill Swisher – narrátor (Wild Planet)
- Sandy Davis – ének (Dizzy; The Alibama) (csak a promóciós nagylemezen!)
- Mrs. Hanson and Children – kórus  (Exodus)
- Max Greger – billentyűs hangszerek
- Curt Cress – dobok
- Johan Daansen – gitár
- Mats Björklund – gitár
- Pit Löw – billentyűs hangszerek
- Kristian Schultze – billentyűs hangszerek
- Christian Schneider – szaxofon
- Dino Solera – szaxofon
- Munich String Orchestra – zenekar
- London Philharmonic Orchestra – zenekar
- Frank Farian – producer
- Dietmar Kawohl – keverés
- Stefan Klinkhammer – keverés
- Harry Baierl – keverés
- Kristian Schultze – keverés
- Carmine Di – hangmérnök
- Zeke Lund – hangmérnök
- Ralph P. Rupert – hangmérnök

Judy Cheeks (La Mama) Amanda Lear egyes lemezein is közreműködött mint háttérénekes, szólistaként pedig a Mellow Lovin’ című dala lett sláger. Stefan Klinkhammer nevéhez fűződik a Hot Blood nevű diszkóprojekt. Kristian Schultze a német Cusco duó tagja, amely a New Age stílust képviseli. Kristian édesapja, Norbert Schultze volt a Lili Marleen című legendás dal zeneszerzője.

## Különböző kiadások

### LP
- NSZK, 1984: Hansa Records 206 200–620, Hansa 206 555–620.

### CD
- NSZK, 1984: Hansa 610 140–222 (a dalok listája megegyezik az LP verzióval)
- Németország, 1994: BMG 74321 21266 2 (a dalok listája megegyezik az LP verzióval)
- Németország, 2007: Sony BMG 88697 09482 2

Bónuszfelvételek: The Carnival Is Over (Trad. – Springfield – Farian – Courage, 4:20, edited 1982 Single Version), I Need a Babysitter (Mahjun – Allegue – Farian – Courage, 3:46, new 2007 mix)

## Kimásolt kislemezek

### Anglia

#### 7"
- The Carnival is Over (Goodbye True Lover) (Traditional – Chappell – Tom Springfield –  Frank Farian) – 4:52 / Going Back West (Jimmy Cliff) – 4:05 (Atlantic Records A 9973, 1982)

### NSZK

#### 7"
- The Carnival is Over (Goodbye True Lover) – 4:45 / Going Back West – 4:05 (Hansa Records 104 475–100, 1982)
- Jambo – Hakuna Matata (No Problems) (Bischof – Harrison) – 3:39 / African Moon (Remix '83) – 3:41 (Hansa 105 577–100, 1983)
- Somewhere in the World – 4:26 / Exodus (Noah's Ark 2001) (7" Edit) – 4:26 (Hansa 106 320–100, 1984)

#### 12"
- Medley: Going Back West / Silly Confusion – 9:05 / The Carnival Is Over (Goodbye True Lover) – 4:52 (Hansa 600 633–213, 1983)
- Jambo – Hakuna Matata (No Problems) (12" Mix) – 5:33 / African Moon (Remix '83 – 12" Mix) – 6:39 (Hansa 600 922–213, 1983)
- Somewhere in the World (12" Mix) – 5:05 / Exodus (Noah's Ark 2001) (12" Mix) – 5:54 / Wild Planet – 3:31 (Hansa 601 246–213, 1984)

## Az album slágerlistás helyezése
- NSZK: Legmagasabb pozíció: 23. hely

## Legnépszerűbb slágerek
- Exodus (Noah's Ark 2001)
- Wild Planet
- Somewhere in the World

NSZK: Legmagasabb pozíció: 49. hely
- Living Like A Moviestar

## Lásd még
- Take the Heat Off Me
- Love for Sale
- Nightflight to Venus
- Oceans of Fantasy
- Boonoonoonoos
- Christmas Album
- Kalimba de Luna – 16 Happy Songs
- Eye Dance
- 20th Century Hits

## Külső hivatkozások
- Dalszöveg: Exodus
- Dalszöveg: Wild Planet
- Dalszöveg: Future World
- Dalszöveg: Where Did You Go?[halott link]
- Dalszöveg: Ten Thousand Lightyears
- Dalszöveg: I Feel Good Archiválva 2007. augusztus 9-i dátummal a Wayback Machine-ben
- Dalszöveg: Somewhere in the World[halott link]
- Dalszöveg: Bel Ami
- Dalszöveg: Living Like A Moviestar
- Dalszöveg: Dizzy
- Dalszöveg: The Alibama
- Dalszöveg: Jimmy
- Dalszöveg: Barbarella Fortuneteller
- Videó: Somewhere in the World
- Videó: The Carnival Is Over